# يويشي ناكاياما
يويشي ناكاياما (باليابانية: 中山雄一؛ بالكانا: なかやま　ゆういち) هو سائق سباق ياباني، ولد في 25 يوليو 1991 في سيتاغايا في اليابان.

## وصلات خارجية
- يويشي ناكاياما على موقع DriverDB.com (الإنجليزية)